# Filmfare Award 1961
Der 8. Filmfare Award wurde am Anfang des Jahres verliehen. Bei dieser Verleihung gibt 15 verschiedene Kategorien. Nur bei den Beliebtheitspreisen gibt es mehrere Nominierungen. Die Filmfare Awards Bester Playbacksänger und Beste Playbacksängerin waren damals nur eine Kategorie, deswegen hat Lata Mangeshkar diesen Preis nicht gewonnen.

## Gewinner und Nominierte
| Kategorie               | Filmtitel                                  | Gewinner                                       | Weitere Nominierungen                                                            |
| Bester Film             | Mughal-e-Azam                              | Karimuddin Asif                                | Masoom Parakh                                                                    |
| Beste Regie             | Parakh                                     | Bimal Roy                                      | Karimuddin Asif für Mughal-e-Azam Kishore Sahu für Dil Apna Aur Preet Parayee    |
| Bester Hauptdarsteller  | Kohinoor                                   | Dilip Kumar                                    | Dev Anand für Kala Bazar Raj Kapoor für Chhaila                                  |
| Beste Hauptdarstellerin | Ghunghat                                   | Bina Rai                                       | Madhubala für Mughal-e-Azam Nutan für Chhaila                                    |
| Bester Nebendarsteller  | Parakh                                     | Motilal                                        | Rehman für Chaudhvin Ka Chand Agha für Ghunghat                                  |
| Beste Nebendarstellerin | Anchal                                     | Nanda                                          | Lalita Pawar für Anchal Kum Kum für Kohinoor                                     |
| Beste Story             | Masoom                                     | Ruby Sen                                       |                                                                                  |
| Beste Musik             | Dil Apna Aur Preet Parayee                 | Shankar-Jaikishan                              | Ravi für Chaudhvin Ka Chand Naushad für Mughal-e-Azam                            |
| Bester Liedtext         | Chaudhvin Ka Chand Ho – Chaudhvin Ka Chand | Shakeel Badayuni                               | Shailendra für Dil Apna Aur Preet Parayee                                        |
| Bester Playbacksänger   | Chaudhvin Ka Chand Ho – Chaudhvin Ka Chand | Mohammed Rafi                                  |                                                                                  |
| Beste Playbacksängerin  | –                                          | –                                              | Lata Mangeshkar für Dil Apna Aur Preet Parayee Lata Mangeshkar für Mughal-e-Azam |
| Bester Dialog           | Mughal-e-Azam                              | Aman, Kamal Amrohi, Wajahat Mirza, Ehsan Rizvi |                                                                                  |
| Bester Schnitt          | Kohinoor                                   | Moosa Mansoor                                  |                                                                                  |
| Beste Kamera            | Mughal-e-Azam (Schwarzweißfilm)            | R. D. Mathur                                   |                                                                                  |
| Bestes Szenenbild       | Chaudhvin Ka Chand (Schwarzweißfilm)       | Biren Naug                                     |                                                                                  |
| Bester Ton              | Parakh                                     | Georg D’Cruz                                   |                                                                                  |